# Ivars Smilga

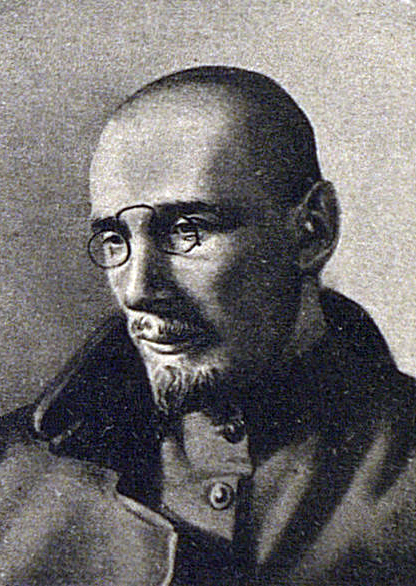
Ivars Smilga (1917)

Ivars Smilga (russisch Ивар Тенисович Смилга, Iwar Tenissowitsch Smilga, auch Ivar Smilga; * 20. Novemberjul. / 2. Dezember 1892greg. bei Aloja, Gouvernement Livland; † 10. Januar 1937 in Moskau) war ein lettischer Revolutionär, Ökonom und Mitglied der Linken Opposition in der Sowjetunion.

## Leben
Ivars Smilga wurde als Sohn eines lettischen Großbauern und Waldbesitzers geboren. Sein Vater, Tenis Smilga, wurde bei der Niederschlagung der Revolution von 1905 als einer der Anführer in den Ostseeprovinzen von russischen Truppen standrechtlich erschossen. Ein Jahr darauf schloss sich Ivars Smilga, erst 15-jährig, den Bolschewiki an. Zum Studium der Wirtschaftswissenschaften ging er nach Moskau. Dort wurde er von der Ochrana, der zaristischen Geheimpolizei, überwacht und verhaftet. Er wurde zur Verbannung nach Sibirien, in den Jenissei-Rajon (russisch: Енисе́йский райо́н), verurteilt. Erst nach der Februarrevolution 1917 kam er frei und konnte sich wieder politisch betätigen.
Im April 1917 wurde Ivars Smilga in das Zentralkomitee der Partei gewählt. In dieser Zeit russifizierte er seinen Namen zu Iwar Tenissowitsch Smilga. Er war an der Vorbereitung der Oktoberrevolution 1917 beteiligt und agierte insbesondere unter den Matrosen der Baltischen Flotte, die ihn zum Vorsitzenden des Zentralkomitees der Baltischen Flotte (Zentrobalt, russisch: Центральный комитет Балтийского флота) wählten. So gewann er die Mannschaften der Baltischen Flotte dafür, sich auf die Seite der Bolschewiki zu stellen. 1918 nahm er am finnischen Aufstand teil, danach wurde er zu einem der führenden Organisatoren der Roten Armee im Bürgerkrieg, zeitweilig war er Leiter ihrer politischen Abteilung (russisch: Политическое управление Революционного военного совета Республики). Von 1921 bis 1927 war er einer der leitenden Mitarbeiter des Staatlichen Komitees für Wirtschaftsplanung (Gosplan), zeitweise dessen stellvertretender Vorsitzender, und ab 1925 zugleich Rektor des Plechanow-Instituts für Volkswirtschaft.

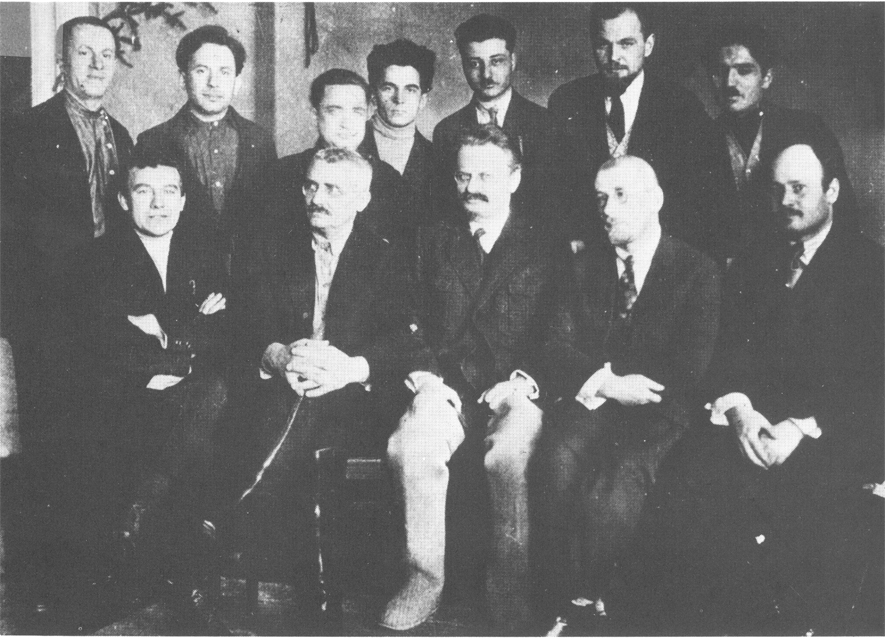
Linke Oppositionelle 1927 in Moskau (Smilga sitzend, 2. von rechts)

Smilga war einer der Vordenker der Vereinigten Opposition. 1927 ließ Stalin ihn – wie alle Gefolgsleute Trotzkis – aus der Partei ausschließen; er wurde in das westsibirische Narym verbannt. 1929 „kapitulierte“ Smilga, d. h., er unterschrieb eine Loyalitätserklärung an Stalin, und wurde daraufhin wieder in die KPdSU aufgenommen. Doch 1932 nahm er seine oppositionelle Tätigkeit zusammen mit Iwan Smirnow wieder auf und widerstand selbst Stalin ins Angesicht. Er wurde 1935 erneut verhaftet und zu fünf Jahren Haft verurteilt, 1937 jedoch ohne öffentlichen Prozess im Gefängnis hingerichtet. (Anderen Angaben zufolge war der 10. Januar 1937 das Datum seines Todesurteils; im folgenden Jahr wurde er erschossen.) Seine Frau, Nadjeschda Wasiljewna Polujan, wurde im November 1937 erschossen. Auch sein Bruder Pāvils, sein Schwager Jan Wassiljewitsch Polujan und weitere Familienmitglieder fielen dem Großen Terror zum Opfer.